# Flower Hill (Maryland)
Pour les articles homonymes, voir Flower Hill.
Flower Hill est une census-designated place située dans le comté de Montgomery, dans l’État du Maryland, aux États-Unis. Lors du recensement de 2020, elle comptait 14 108 habitants.